# 北原里英
北原 里英（きたはら りえ、1991年〈平成3年〉6月24日 - ）は、日本の女優、YouTuber。女性アイドルグループNGT48およびAKB48の元メンバー、SKE48の元兼任メンバーであり、NGT48ではキャプテンを務めた。AKB48の派生ユニットNot yetのメンバー。
愛知県一宮市出身。太田プロダクション所属。

## 来歴
2007年
- 『AKB48 第二回研究生（5期生）オーディション』に合格した。

2008年
- この年、上京した[3]。
- 3月1日、チームB 3rd Stage「パジャマドライブ」公演における楽曲「純情主義」のバックダンサーでデビュー[4]。
- 7月30日、旧チームAに昇格。
- 10月22日、10thシングル「大声ダイヤモンド」で初めて選抜メンバー入りを果たし、以後18thシングル「Beginner」までの全シングルで選抜入りする。

2009年

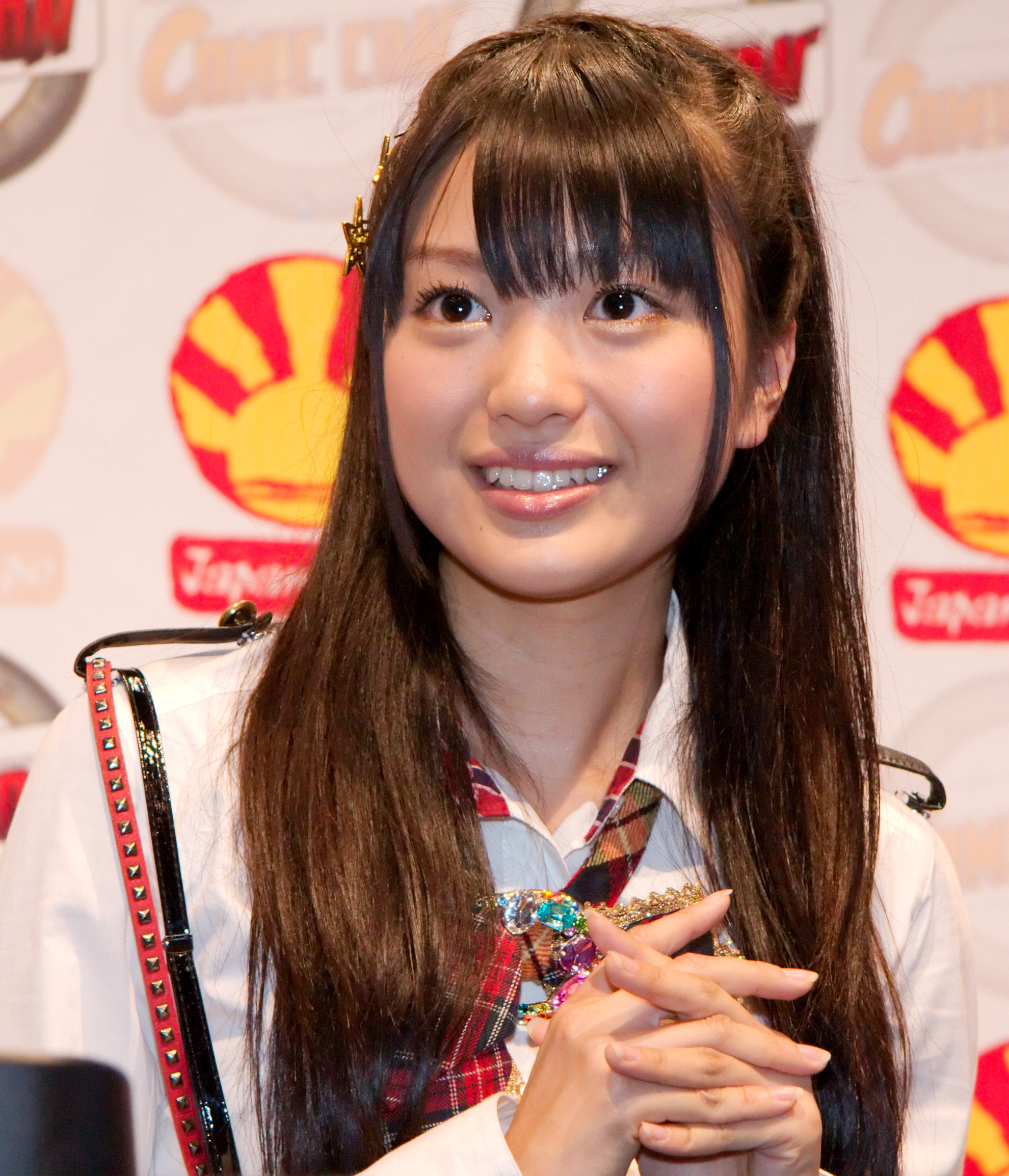
北原里英。Japan Expo 2009。

- 6月から7月にかけて実施された『AKB48 13thシングル 選抜総選挙「神様に誓ってガチです」』では13位となり、選抜入りを果たした。
- 8月23日に開催された『読売新聞創刊135周年記念コンサート AKB104選抜メンバー組閣祭り』の夜公演にて、10月よりチームBに異動することが発表された（実際に異動したのは2010年5月21日）。

2010年
- 3月25日に開催された『AKB48 満席祭り希望 賛否両論』の夜公演にて、太田プロダクションから移籍打診があったことが発表され、のちに正式に移籍した。
- 2月17日、15thシングル「桜の栞」で初のフロントメンバーに選ばれ、2ndアルバム『神曲たち』でも通常盤ジャケットのフロントメンバーに選ばれた。
- 4月30日、アメーバにてオフィシャルブログ「さんじのおやつ」をスタートした[5]。
- 5月から6月にかけて実施された『AKB48 17thシングル 選抜総選挙「母さんに誓って、ガチです」』では16位となり、シングル選抜入りを果たした。
- 5月17日、『週刊プレイボーイ』No.22 2010年5月31日号（集英社）に初のソログラビア「キタリエはじめました。」が渡辺麻友とともに掲載された。
- 8月13日放送開始の『学校のコワイうわさ 新・花子さんがきた!!』では、ホワホワ役で声優デビューした。
- 10月30日に自身初のソロカレンダーが発売され、同年11月6日には初のソロカレンダー発売記念イベントが開催された。

2011年
- 1月21日、『AKB48 リクエストアワーセットリストベスト100 2011』の2日目公演アンコールにて、大島優子・指原莉乃[注 1]・横山由依とユニット「Not yet」を結成することを発表[1]。
- 5月から6月にかけて実施された『AKB48 22ndシングル 選抜総選挙「今年もガチです」』では13位となり、シングル選抜入りを果たした[6]。
- 9月20日に開催された『AKB48 24thシングル選抜じゃんけん大会』ではベスト16で、選抜入りを果たした[7]。

2012年
- 3月4日、Google+の秋元康の投稿においてぐぐたす選抜が発表され、ぐぐたす選抜入りを果たす。
- 5月30日、Not yetの4thシングル「西瓜BABY」のカップリング曲「guilty love」で初めて作詞を担当する[8]。
- 5月から6月にかけて実施された『AKB48 27thシングル 選抜総選挙』では13位で、選抜入りを果たした[9]。
- 8月24日に開催された『AKB48 in TOKYO DOME 〜1830mの夢〜』初日公演において、チームKへの異動と、同時にSKE48を兼任することが発表された[10]。
- 11月1日、新体制開始によりチームKに異動。チームKウェイティング公演のスターティングメンバーとして新チームでの活動を開始する[11]。
- 11月18日に開催されたSKE48・10thシングル「キスだって左利き」の通常盤全国握手会において発表された、2013年1月30日リリースの11thシングル「チョコの奴隷」にて選抜メンバー入りを果たす[12]。

2013年
- 1月29日、SKE48ではチームSへの所属を発表。2月20日に開催される劇場公演から出演することが発表された[13][14][15]。
- 4月13日に開催されたSKE48春コン2013「変わらないこと。ずっと仲間なこと」で、「組閣」と称したチーム再編により、SKE48での兼任先がチームKIIとなることが発表された[16]。
- 4月28日、『AKB48グループ臨時総会 〜白黒つけようじゃないか!〜』最終日の夜公演にて、SKE48チームS兼任解除が発表された[17]。これによってSKE48内から籍がなくなり、同年4月13日に発表されていたチームKIIへの異動も行われないことになった。
- 5月8日のSKE48チームS「制服の芽」公演【北原里英 送る会】をもってSKE48の仕事を終了。
- 5月から6月にかけて実施された『AKB48 32ndシングル 選抜総選挙』では21位となり、アンダーガールズに選出される[18]。
- 9月18日に開催された『AKB48 34thシングル選抜じゃんけん大会』ではベスト16で、選抜入りを果たした。
- 10月14日、この日行われた「チームKウェイティング公演」の昼公演にて、劇場公演回数500回を達成。

2014年
- 2月24日、『AKB48グループ大組閣祭り』（東京・Zepp DiverCity）にて、新チームK副キャプテン就任が発表される[19]。
- 5月から6月にかけて実施された『AKB48 37thシングル 選抜総選挙』では19位で、アンダーガールズに選出された[20]。

2015年
- 3月26日、『AKB48春の単独コンサート〜ジキソー未だ修行中!〜』（さいたまスーパーアリーナ）にて、NGT48への移籍とキャプテン就任が発表される[21]。
- 5月から6月にかけて実施された『AKB48 41stシングル 選抜総選挙』では11位で、選抜入りを果たした[22][23]。
- 8月21日、新潟市歴史博物館（みなとぴあ）前でNGT48のお披露目を行う[24]。
- 8月26日のチームK『RESET』公演の千秋楽をもってAKB48メンバーとしての活動を終了。

2016年
- 1月10日、『NGT48劇場グランドオープン初日公演』に出演[25]。同時にチームNIIIの結成が発表される[26]。
- 5月15日、チームNIII 1st Stage「PARTYが始まるよ」昼公演で、チームNIII副キャプテンに荻野由佳が就任し、それに伴い北原が同チームのキャプテンとなることが発表された[27]。
- 5月から6月にかけて実施された『AKB48 45thシングル 選抜総選挙』では12位で、選抜入りを果たした[28]。

2017年
- 5月から6月にかけて実施された『AKB48 49thシングル 選抜総選挙』では10位で選抜入りした。
- 8月21日、新潟市歴史博物館で行われた「NGT48お披露目2周年スペシャルLIVE〜みなとまち新潟をもりあげちゃいます!〜」において、2018年春をめどにNGT48から卒業することを発表した[29]。

2018年
- 1月17日にファースト写真集『そして』を発売[30][31]。
- 主演映画『サニー/32』が2月9日に新潟市と長岡市で先行公開されたのに続き、2月17日から全国公開された[32]。
- デビュー10周年に当たる3月1日にAKB48劇場において「北原里英AKB48劇場最終公演」として『地方組＆5期生10周年特別公演〜大人になっても、全力でやらなきゃダメじゃん!〜』が行われた[33][34]。
- 4月14日に新潟の朱鷺メッセにおいて『北原里英卒業コンサート〜夢の1115日 新潟の女になりました!〜』が行われた[35]。
- 4月18日にNGT48劇場で行われた『北原里英 NGT48劇場 卒業公演〜最後まで、みんなのために〜』をもってNGT48としての活動を終了し[36]、4月30日付けで卒業した[37]。
- 6月、2018年新潟県知事選挙の啓発キャラクターに起用された[38]。
- 7月7日から30日まで舞台『「新・幕末純情伝」 FAKE NEWS』で主人公・沖田総司役を務める[39]。

2019年
- 5月10日に、東京に実在する遊園地としまえん[注 2]が舞台で主役を務めるホラー映画『としまえん』が公開された[40]。

2020年
- 6月24日にYouTubeに個人チャンネルの『きたりえチャンネル』を開設[41]。

2021年
- 9月29日、俳優の笠原秀幸との結婚を発表した[42][43]。

2023年
- 7月5日、個人チャンネルの『きたりえチャンネル』で作家デビューを発表し、同年8月30日に小説デビュー作となる『おかえり、めだか荘』を発売することを発表した[44]。

2024年
- 11月29日、第1子女児の出産を報告[45][46]。

## 人物
- 小学生の時に写生大会で6年連続で表彰された[47]。
- 一宮市立丹陽中学校出身[48]。
- 特徴は大きな目と厚い唇である[49]。唇の血色が悪いとのこと[50]。容姿を他のメンバーがしばしば「ウナギイヌ」に似ているとネタにしたり、自分でもネタにする[51][注 3]。ひらがな表記の「おはようなぎ」というフレーズをブログでも使用している[52]。
- 会話の随所に尾張弁が出る[53]。
- 将来の夢は女優[54]、もしくは構成作家[55]。
- ものまねのレパートリーはいっこく堂の腹話術や[56]、『ごくせん』で仲間由紀恵が演じる山口久美子[57]など。
- 漫画やアニメを好み、ブックオフのことを「聖地」と呼んでいる[58]。初恋は漫画『神風怪盗ジャンヌ』のキャラクターで、最終回の完全再現も出来るとコメントしている[59]。
- 大の『ハリー・ポッターシリーズ』好きで、作中に登場する呪文の名前と意味を全て記憶している[60]。また『ポケットモンスター』好きでもあり、最も好きなポケモンはゲンガー。
- プロ野球は中日ドラゴンズのファン。ドラゴンズが2011年度セントラル・リーグペナントレース連覇を果たした際には喜びのコメントを発している[61]。
- ココナッツのシャンプーを使用しており、メンバーから公演やブログなどで髪からココナッツの匂いがすると言われることもある[62]。
- ブログやテレビなどでも度々、自分がネガティブであることを明かしている[63]。また、Not yetでの特典映像の中では横山由依から「ネガポジ（ネガティブでポジティブ）」と言われ、北原自身も認めていた。

### AKB48
- 多用するキャッチフレーズは、「夢見る名古屋嬢」[注 4]。その他にも、公演によっては「きのこの山よりたけのこの里派」[64] や「『DEATH NOTE』で言ったらエルよりライト派」[65]「そばよりうどん派」のように、同じ属性にある2つの物を比較して「○○より○○派」というキャッチフレーズを使うこともある。チームB 5th公演では「愛知県からきました。北原里英○○才です。」に代え、ごくまれに他メンバーのキャッチフレーズを一部借用して観客の笑いを誘うこともある。
- AKB48内で初めて名前を知ったメンバーは野呂佳代。憧れで神推しのメンバーは篠田麻里子と常々語っている。好きでもあり、憧れでもあり尊敬もしているのは戸島花[66]。
- 愛知県から上京してからは、指原（大分県出身）、大家志津香（福岡県出身）、元研究生の冨田麻友（香川県出身）、元SKE48の中西優香（愛知県出身）と1か月半、共に生活していた時期がある。特に大家とは約2年間にわたりルームメイトで、「東京の家族」と呼ぶほどの仲である。2010年時点は隣同士に住んでいた。また、この5人は自分達のことを「地方組」と呼び合っている[67]。その後、2人が抜けた後に地方組に入った小森美果や横山由依とも親しくなっており、特に横山に関しては「横山とは会う場所が違ってたとしても、お互いにジャンル別だったとしても仲良くなれる」と発言していた。
- 19thシングル選抜じゃんけん大会開催前にメンバーに対して実施されたアンケートの「AKB48に入って知った悲しみは?」という問いに「滑舌が悪いことに気づかされた。（あと自分で分かっているのに）叩かれるとこ」と答えた[51]。
- 『AKB48グループ大組閣祭り』（2014年2月24日、東京・Zepp DiverCity）にてチームK副キャプテンに任命された際のコメントは「横山の長いコメントを簡潔にわかりやすく伝えられるように頑張ります」であった[19]。
- 「AKBの知性派」とも言われている[68]。
- 仕事場では、知り合いのスタッフに必ず挨拶に行く[51]。
- 大人数での仕事が多いためか、「個人仕事のとき不安。一人ぼっちだとさびしい」とのこと[51]。

## NGT48・AKB48・SKE48での参加楽曲

### シングル選抜楽曲
NGT48
- 青春時計
  - 空き缶パンク
  - 暗闇求む
- 世界はどこまで青空なのか?
  - ナニカガイル
  - ぎこちない通学電車
- 春はどこから来るのか?
  - 私のために - ソロ楽曲

AKB48
- 大声ダイヤモンド
  - 109（マルキュー）
  - 大声ダイヤモンド(team A ver.)
- 10年桜
  - 桜色の空の下で
- 涙サプライズ!
- 言い訳Maybe
- RIVER
- 桜の栞
  - Choose me! - 「チームYJ」名義
- ポニーテールとシュシュ
  - マジジョテッペンブルース
- ヘビーローテーション
  - ラッキーセブン
  - 野菜シスターズ - 「野菜シスターズ」名義
- Beginner
- 「チャンスの順番」に収録
  - 予約したクリスマス
  - ラブ・ジャンプ - 「team B」名義
- 桜の木になろう
- Everyday、カチューシャ
  - これからWonderland
  - ヤンキーソウル
- フライングゲット
  - 青春と気づかないまま
  - 野菜占い
- 風は吹いている
- 上からマリコ
  - ノエルの夜
  - 呼び捨てファンタジー - 「Team B」名義
- GIVE ME FIVE!
  - 羊飼いの旅 - 「スペシャルガールズB」名義
- 真夏のSounds good !
  - ぐぐたすの空
  - 君のために僕は…
- ギンガムチェック
- 「UZA」に収録
  - スクラップ&ビルド - 「Team K」名義
- 「永遠プレッシャー」に収録
  - とっておきクリスマス
  - 強がり時計 - 「SKE48」名義
  - 永遠より続くように - 「OKL48」名義
- So long !
  - 夕陽マリー - 「大島TeamK」名義
- さよならクロール
  - How come ? - 「Team K」名義
- 「恋するフォーチュンクッキー」に収録
  - 愛の意味を考えてみた - 「アンダーガールズ」名義
- 「ハート・エレキ」に収録
  - 快速と動体視力 - 「アンダーガールズ」名義
  - 細雪リグレット - 「Team K」名義
- 鈴懸の木の道で「君の微笑みを夢に見る」と言ってしまったら僕たちの関係はどう変わってしまうのか、僕なりに何日か考えた上でのやや気恥ずかしい結論のようなもの
- 「前しか向かねえ」に収録
  - 君の嘘を知っていた - 「Beauty Giraffes」名義
- ラブラドール・レトリバー
  - 今日までのメロディー
  - 愛しきライバル - 「Team K」名義
- 「心のプラカード」に収録
  - 誰かが投げたボール - 「アンダーガールズ」名義
- 「希望的リフレイン」に収録
  - 初めてのドライブ - 「Team K」名義
  - 歌いたい - 「かとれあ組」名義
- 「Green Flash」に収録
  - 春の光 近づいた夏
- ハロウィン・ナイト
- 唇にBe My Baby
  - 365日の紙飛行機
  - 背中言葉
- 君はメロディー
  - Maxとき315号 - 「NGT48」名義
- 翼はいらない
  - 君はどこにいる? - 「NGT48」名義
- LOVE TRIP/しあわせを分けなさい
  - 光と影の日々
- シュートサイン
  - みどりと森の運動公園 - 「NGT48」名義
- 願いごとの持ち腐れ
  - イマパラ
- #好きなんだ
- 11月のアンクレット
- 「ジャーバージャ」に収録
  - 友達でいましょう - 「NGT48」名義

AKB48 チームサプライズ
重力シンパシー公演
- 重力シンパシー
- 素敵な三角関係
- 旅立ちのとき
- AKBフェスティバル
- キミが思ってるより…
- 女神はどこで微笑む?

バラの儀式公演
- 未来が目にしみる
- 最後にアイスミルクを飲んだのはいつだろう?
- 失恋同盟
- バラの儀式
- 美しい狩り
- 哲学の森
- ほっぺ、ツネル

SKE48
- チョコの奴隷
- 「美しい稲妻」に収録
  - バンドをやろうよ - 「マジカルバンド」名義

fairy w!nk
- 「天使はどこにいる?」に収録
  - 僕たちの地球 - 「kissの天ぷら」名義

### アルバム選抜楽曲
AKB48
- 『神曲たち』に収録
  - Baby!Baby!Baby!Baby!
  - 君と虹と太陽と
- 『SET LIST〜グレイテストソングス〜完全盤』に収録
  - Seventeen
  - あなたがいてくれたから
- 『ここにいたこと』に収録
  - 少女たちよ
  - 恋愛サーカス - 「チームB」名義
  - 人魚のバカンス
  - チームB推し - 「チームB」名義
  - ここにいたこと - 「AKB48+SKE48+SDN48+NMB48」名義
- 『1830m』に収録
  - ファースト・ラビット
  - ノーカン - 「チームB」名義
  - 青空よ 寂しくないか? - 「AKB48+SKE48+NMB48+HKT48」名義
- 『次の足跡』に収録
  - After rain
  - JJに借りたもの
  - 共犯者 - 「Team K」名義
- 『ここがロドスだ、ここで跳べ!』に収録
  - 愛の存在
  - Conveyor - 「Team K」名義
  - 生き続ける
- 『サムネイル』に収録
  - すべては途中経過

### 未音源化曲
- 私に似てる（ニンテンドー3DS用ソフト『AKB48+Me』収録曲）

ぱちスロAKB48 勝利の女神
- ヘビーローテーション
- AKBフェスティバル

### 劇場公演ユニット曲
NGT48名義
チームNIII 1st Stage「PARTYが始まるよ」
- クラスメイト

チームNIII 2nd Stage「パジャマドライブ」
- 純情主義
- 鏡の中のジャンヌダルク

チームNIII 3rd Stage「誇りの丘」
- 祈りはどんな未来もしあわせに変える

AKB48名義
チームA 4th Stage「ただいま恋愛中」リバイバル公演
- 純愛のクレッシェンド（小嶋陽菜のアンダー）

チームB 3rd Stage「パジャマドライブ」
- パジャマドライブ（渡辺麻友のアンダー）
- 純情主義（バックダンサー）

チームK 4th Stage「最終ベルが鳴る」
- ごめんね ジュエル（バックダンサー）

研究生「ただいま恋愛中」公演
- 純愛のクレッシェンド

チームA 5th Stage「恋愛禁止条例」
- ツンデレ!
- ハート型ウイルス（大島麻衣〈2009年3月まで〉・佐藤すみれ〈2009年4月以降〉の休演時のみ代役として出演）

THEATRE G-ROSSO「夢を死なせるわけにいかない」公演
- 記憶のジレンマ（倉持明日香・柏木由紀のスタンバイ）

チームB 5th Stage「シアターの女神」
- ロッカールームボーイ

大島チームK ウェイティング公演
- 片思いの対角線（チームB 4th Stage「アイドルの夜明け」、仁藤萌乃のポジション）
- 初めてのジェリービーンズ（ひまわり組 2nd Stage「夢を死なせるわけにいかない」、前田敦子のポジション）

 大島チームK「最終ベルが鳴る」公演
- 初恋泥棒

横山チームK「RESET」公演
- 明日のためにキスを

SKE48名義
チームS 3rd Stage「制服の芽」
- 万華鏡

## 出演

### 映画
- グラッフリーター刀牙（2012年7月14日、太秦） - 琴音 役[69]
- ジョーカーゲーム（2012年12月22日、AMGエンタテインメント） - 主演・赤沢千夏 役[70]
- 9つの窓「お電話ありがとうございます」（2016年2月6日、キャンター） - 主演・船橋美里 役[71]
- 任侠野郎（2016年6月4日、KATSU-do） - 榊の愛人 役[72]
- サニー/32（2018年2月17日、日活） - 主演・藤井赤理 役[73]
- 映画 としまえん（2019年5月10日、東映ビデオ） - 主演・辻本早希 役[74]
- 騎士竜戦隊リュウソウジャー THE MOVIE タイムスリップ!恐竜パニック!!（2019年7月26日、東映） - ユノ 役[75]
- 爆裂魔神少女 バーストマシンガール（2019年11月22日、日活） - 橘キキョウ 役[76]
- HERO〜2020〜（2020年6月19日、ベストブレーン） - ヒロイン・木崎浅美 役[77][78]
- トラップ・ガール（2021年2月12日、UTY） - 主演・真瀬参月 役[79]
- 奈落の翅（2021年9月19日[注 5]）[80]
- 安魂（2022年1月15日、パル企画） - 星崎沙紀 役[81][82][83]
- コインランドリーカタルシス（2023年1月27日、アエロ） - 君 役[84]
- 女子大小路の名探偵（2023年10月13日、ラビットハウス）[85]
- 神さま待って！お花が咲くから（2024年2月2日、フューレック） - 脇坂和美 役[86]
- 劇場版 マーダー★ミステリー 探偵・斑目瑞男の事件簿 鬼灯村伝説 呪いの血（2024年2月16日、アイエス・フィールド） - 七尾優子 役[87]
- 恋愛終婚（2024年10月18日公開、MAN FILM） - 天野美月 役[88][89]

### テレビドラマ
- マジすか学園（2010年1月9日 - 3月27日、テレビ東京） - ウナギ 役
- Dr.伊良部一郎 第7話 （2011年3月20日、テレビ朝日） - 本人 役
- マジすか学園2（2011年4月16日 - 7月2日、テレビ東京） - ウナギ 役
- ろくでなしBLUES（2011年7月7日 - 9月29日、日本テレビ） - 今井和美 役[90]
- 私立バカレア高校 第3話 - 最終話（2012年4月29日 - 7月1日、日本テレビ） - モモコ 役
- マジすか学園3 第1話（2012年7月14日、テレビ東京） - 女囚 役
- So long ! 第2話（2013年2月12日、日本テレビ） - 東加奈子 役
- 家族ゲーム（2013年4月17日 - 6月19日、フジテレビ） - 最上飛鳥 役
- 大人番組リーグ2 ああ、ラブホテル 第二夜（2014年4月6日、WOWOW） - アリス 役[91]
- みんな!エスパーだよ!番外編 〜エスパー、都へ行く〜（2015年4月4日、テレビ東京） - 橘シズカ 役[92]
- 劇場霊からの招待状 第7話「幻聴」（2015年11月15日、TBS） - 主演・宇佐美アヤ 役[93][94]
- AKBホラーナイト アドレナリンの夜 第29話「胎教」（2016年1月21日、テレビ朝日） - 主演・美月 役[95]
- 黒の斜面（2016年1月24日、テレビ朝日） - 山名ひとみ 役
- AKBラブナイト 恋工場 第5話「焼肉デート」（2016年5月5日、テレビ朝日） - 主演・萌乃 役[96]
- ひぐらしのなく頃に（2016年5月20日 - 6月24日、BSスカパー!） - 鷹野三四 役[97]
- Chef〜三ツ星の給食〜 第7話（2016年11月24日、フジテレビ） - 原田綾子 役[98]
- ひぐらしのなく頃に 解（2016年11月25日 - 12月16日、BSスカパー!） - 鷹野三四 役[99]
- フルーツ宅配便（2019年1月11日 - 3月30日、テレビ東京） - レモン 役[100]
- 家売るオンナの逆襲 第4話（2019年1月30日、日本テレビ） - 満島花 役[101]
- 騎士竜戦隊リュウソウジャー 第38話（2019年12月15日、テレビ朝日） - 精靈 / 神殿の声（ユノ） 役[注 6][102][103]
- シャーロック 第11話（2019年11月16日、フジテレビ） - 春日ひとみ 役
- フジテレビヤングシナリオ大賞「パニックコマーシャル」（2019年11月17日、フジテレビ） - リンカ 役[104]
- 美食探偵 明智五郎 第6話（2020年5月17日、日本テレビ） - 小早川紗英 役[105]
- 一億円のさようなら 第2話・3話（2020年10月4日・11日、NHK BSプレミアム・BS4K） - 青島美穂 役
- 上意討ち（2020年12月5日、BS-TBS） - 千里 役
- 警視庁強行犯係 樋口顕 Season1 第4話「海風」（2021年2月5日、テレビ東京系列） - 岡田深雪 役
- 女の戦争〜バチェラー殺人事件〜（2021年7月3日 - 8月7日、テレビ東京） - 嶋田理恵 役[106]
- 結びの糸・原田茂〜洋装への扉を開いた火の国の女〜（2021年10月31日、テレビ熊本制作・フジテレビ系列九州7局） - 原田茂（若き日の茂）役[107][108]
- 最高のオバハン 第2シリーズ 第2話（2022年10月15日、東海テレビ・フジテレビ系） - 立木咲里 役[109]
- －アドリブ推理ドラマ－ ミステリープレイヤーズ（2022年10月7日、日本テレビ系） - 柊あかり 役[110]
- 永遠の昨日（2022年10月21日 - 12月9日、毎日放送） - 山田浩一の母 役[111][112]
- 機捜235×強行犯係 樋口顕 第1話（2023年1月27日、テレビ東京系列） - 吉村恵梨香 役[113]
- 名探偵だった俺が転生したら赤ちゃんだった件（2023年2月18日、中京テレビ） - 御園生の母 役[114]
- 特捜9 season6 第7話（2023年5月17日、テレビ朝日） - 小川奈央 役
- 育休刑事 第6話（2023年5月23日、NHK総合） - 小松真帆 役
- 駐在刑事SP 2023（2023年9月25日、テレビ東京） - 新川琴音 役[115]
- こんなところで裏切り飯 第6話（2024年2月23日、中京テレビ） - 寺岡理総 役[116]

### その他のテレビ番組
- ヨンパラ FUTUREゲームバトル（2011年10月10日 - 2012年3月26日、TBS）
- テラスハウス（2012年10月12日 - 12月28日[117][118]、2014年3月17日・7月14日、フジテレビ） - 初のキー局単独レギュラー
- ノブナガ（2011年4月3日 - 2013年6月16日、CBCテレビ） - 準レギュラー（小倉優子と2週毎に交代出演）[注 7]
- HKT48 vs NGT48 さしきた合戦（2016年1月12日 - 3月29日、日本テレビ）[119]
- THE突破ファイル 若女将大突破スペシャル 再現ドラマ（2019年5月30日、日本テレビ系） - 若女将 役[120]
- クイズ！丸をつけるだけ（2022年8月23日、NHK総合） - 解答者[121]
- 健康カプセル!ゲンキの時間（2019年5月26日 - 6月9日・7月28日- 8月11日・12月15日 - 29日・2020年4月19日 - 、CBCテレビ） - ゲンキスチューデント[122][123][124]（不定期出演[注 8]）
- こんなところでキャンパーズ! Season1（2022年4月6日 - 5月4日、BS松竹東急）[128][129]
- まる得マガジン 8つのコツでみるみる美文字（2023年11月6日 - 16日、NHK Eテレ）

### テレビアニメ
- 学校のコワイうわさ 新・花子さんがきた!!（2010年8月13日 - 2011年3月25日、TwellV） - ホワホワ 役[130][注 9]
- Go!Go!家電男子 第148話 - 第151話（2015年1月6日 - 1月16日、ひかりTV） - 64GB子 役[131]
- 闇芝居 第8期 第九闇「蟻地獄」（2021年3月8日、テレビ東京）

### ラジオ
- AKB48の全力で聴かなきゃダメじゃん!!（2008年12月3日 - 2010年6月29日、スターデジオ）
- NGT48北原里英 いまきたラジオやってまーす!（2015年2月6日 - 2016年9月26日、毎日放送）[注 10]
- 北原里英のMOONLIGHTING（2017年10月2日 - 2019年3月25日、BSNラジオ）[132][注 11]
- Second I.D（2023年6月2日 - 、Artistspoken）[133]

### CM
- コージー本舗『アイトーク』（2012年11月1日 - ）[134]
- 菊水酒造『菊水×NGT48』「日本酒のモノ・コト」篇（2016年11月19日 - ）[135]

### 広報
- 日本ハンドボールリーグ 第40回日本ハンドボールリーグアンバサダー（2015年 - 2016年）[136]
- 新潟県選挙管理委員会 啓発キャラクター（2018年）[38]
- 警視庁サイバーセキュリティ対策本部 1日サイバーセキュリティ対策本部長（2018年8月26日）[137]

### ミュージック・ビデオ
- クリス・ハート「僕はここで生きていく」（2016年2月17日）[138] - リエ 役

### ネット配信
- 北原里英の『22時30分のおやつ』（2013年6月25日 - 、アメーバスタジオ）
- Wの悲喜劇〜日本一過激なオンナのニュース〜（2018年5月26日 - 、AbemaNews） - ナレーション[139]
- すじぼり（2019年6月21日配信開始、U-NEXT） - 美貴 役[140]
- 拝み屋怪談II（2019年7月6日 - 、ひかりTV・dTVチャンネル） - 郷内真弓 役[141]
- にじいろ競輪TV（2020年8月31日（不定期出演） - 、RakutenKドリームス 公式YouTube） - ゲストガール[142]
- NGT48 5期生は褒められたい（2025年6月（予定） - 、SHOWROOM） - 番組MC

### 舞台
- Rokujo -源氏物語 〜六条御息所〜より-（2009年4月4日・5日、草月ホール）
- リーディングシアター「アドレナリンの夜」（2015年10月13日、Zeppブルーシアター六本木）
- リーディングシアター「恋工場」（2016年9月25日、ベルサール渋谷ガーデン Cホール）[143]
- 「新・幕末純情伝」 FAKE NEWS（2018年7月7日 - 30日、紀伊國屋ホール） - 主演・沖田総司 役[39]
- アイスベリーバグ（2018年9月7日 - 9日、CBGKシブゲキ!!／21日、東別院ホール） - 七星名実 役[144][145]
- LADY OUT LAW!（2018年9月15日、品川プリンスホテル クラブeX） - セールスマン（日替わりゲスト） 役
- フォトシネマ朗読劇「命のバトン」（2018年12月8日・9日、国際映像メディア専門学校 シアターNEXT1） - 花村 / 大國 役[146]
- 劇団ヘラクレスの掟 第4回本公演 ヘラクレス新喜劇「7人の夫」（2018年12月22日 - 24日、テレピアホール） - 鶴田愛莉 役
- どろろ（2019年3月2日・3日、梅田芸術劇場 シアター・ドラマシティ／7日 - 17日、サンシャイン劇場／20日、ももちパレス／23日、三重県文化会館 大ホール） - どろろ 役[147]
- 朗読劇「いつもポケットにショパン」（2019年6月12日・14日、新国立劇場 小劇場） - 須江麻子 役[148]
- 「HERO」〜2019夏〜（2019年7月31日 - 8月4日、ヒューリックホール東京） - ヒロイン・木崎浅美 役[149]
- THE BAMBISHOW 3RD STAGE（2019年10月25日 - 11月3日、CBGKシブゲキ!!）[150]
- うち劇「タイムリープガール〜80's 歌のヒットパレード〜」（2020年8月1日、ライブ配信）[151][152]
- マーダーミステリーシアター「演技の代償」（2021年2月21日、ライブ配信） - 京本まひる 役[153]
- FICTIONAL STAGE「亡国のワルツ」（2021年4月16日 - 29日、あうるすぽっと） - ワタナベ 役[154]
- "STRAYDOG" Produce 夕凪の街 桜の国（2021年8月4日 - 8日、CBGKシブゲキ!!／14日・15日、近鉄アート館） - 石川七波 役[155]
- 浪漫舞台 新装『走れメロス』〜小説 太宰治〜（2022年3月5日・6日、森ノ宮ピロティホール／12日 - 21日、自由劇場） - 山崎富栄 役[156][157]
- 朗読劇「Every Day」（2022年9月23日、ニッショーホール） - 咲 役[158]
- Nakatsuru Boulevard Tokyo「Vanity」（2022年10月26日-31日、シアターアルファ東京） - 青嶋唯 役[159]
- "名作に触れる"シリーズ 第1回「江戸川乱歩 短編集」（2024年3月17日、ザムザ阿佐谷）[160]

### トークショー
- 「COSMO★PLAYERS」僕と私とみんなで創る演劇〜主役はあなた〜（2020年9月7日 - 14日、ライブ配信；あにてれ・イープラス・zaiko）[161][注 12]
- -絆-on Stage 2020「きたりえ、なっきぃ、タニシのコワイイハナシ2020」（2020年9月20日、ライブ配信；Streaming+）[163]
- きたりえ、なっきぃ、キョン、タニシのコワイイハナシ2020冬（2020年12月16日、赤坂REDシアター）

### ファッションショー
- BISHU COLLECTION produced by TGC（2023年11月11日、真清田神社）[164]
- 第38回 マイナビ 東京ガールズコレクション 2024 SPRING/SUMMER（2024年3月2日、国立代々木競技場第一体育館）[165]

## 書籍

### 写真集
- 北原里英ファースト写真集『そして』（2018年1月17日、撮影：細居幸次郎、ワニブックス）[31]
- 妄想実写化計画（2018年8月21日、双葉社） - 雑誌「girls!」の同名連載記事の書籍化[166]

### 小説
- おかえり、めだか荘（2023年8月30日、角川書店）[44]

### 雑誌連載
- 週刊ヤングジャンプ（2010年8月19日 - 、集英社） - 指原莉乃・柏木由紀・渡辺麻友とともに「AKB48当番連載 ぐるぐる4」にて「きたりえ文学少女道」を連載。
- Girls! → girls!（2011年9月21日 - 、双葉社） - 「北原里英 妄想実写化計画」を連載。

### カレンダー
- 北原里英 2011年カレンダー（2010年10月30日、ハゴロモ）
- 北原里英 2012年カレンダー（2011年11月19日、ハゴロモ）
- 北原里英 2012 TOKYOデートカレンダー（2011年11月29日、ハゴロモ）
- 北原里英 カレンダー2013年（2012年11月30日、ハゴロモ）
- 卓上 北原里英 カレンダー2013年（2012年12月7日、ハゴロモ）
- 壁掛 北原里英 カレンダー2014年（2013年12月6日、ハゴロモ）
- 卓上 北原里英 カレンダー2014年（2013年12月6日、ハゴロモ）
- 壁掛 北原里英 カレンダー2015年（2014年12月13日、ハゴロモ）
- クリアファイル付 卓上 北原里英 カレンダー2015年（2014年12月13日、ハゴロモ）